# باشگاه فوتبال رنتون
باشگاه فوتبال رنتون یک باشگاه فوتبال مستقر در رنتون، دونبارتونشر غربی، اسکاتلند بود. آنها در سال ۱۸۷۲ تشکیل شدند، و یک تیم برجسته در تاریخ اولیه فوتبال اسکاتلند بودند و یکی از تیم‌هایی بودند که در اولین مسابقه جام حذفی اسکاتلند حضور داشتند. آنها دو بار در سال‌های ۱۸۸۵ و ۱۸۸۸ برنده این مسابقات شدند و سه بار نیز نایب قهرمان شدند. برد ۶-۱ آنها مقابل کمبسلنگ در سال ۱۸۸۸ رکورد مشترک پیروزی در فینال جام حذفی اسکاتلند است.
این باشگاه یکی از بنیانگذاران لیگ فوتبال اسکاتلند در سال ۱۸۹۰ بود، اما به زودی به دلیل زیر پا گذاشتن مقررات ضد حرفه‌ای بودن اخراج شد. آنها در سال ۱۸۹۱ به لیگ بازگشتند، اما از نظر مالی با مشکل مواجه شدند و در سال ۱۸۹۷ انصراف دادند.
رنتون یکی از اولین باشگاه‌هایی بود که قهرمان مسابقات قهرمانی فوتبال جهان شد، زمانی که در سال ۱۸۸۸، به دارنده عنوان مدافع عنوان قهرمانی جام حذفی، وست برومویچ آلبیون، دارنده جام حذفی را به چالش کشید و شکست داد. این باشگاه در ۱۱ سال ۱۳ بازیکن بین‌المللی نیز تولید کرد.